# Вдовенко Дмитро Омелянович
Вдовенко Дмитро Омелянович (*1908 — ?) — директор бібліотеки Львівської політехніки у 1959—1970 рр.
Народився  у 1908 р. в селі Піїв Київської області.

У 1928 р. закінчив педагогічний технікум, далі навчався на математичному факультеті Київського університету. З 1932 по 1942 рр. – на педагогічній роботі в Донбасі. 
З квітня 1942 р. по серпень 1945 р. – в діючій армії. Учасник Другої світової війни.
 
	Після  демобілізації проживав і працював у Львові на різних посадах в партійному апараті міста. З березня 1957 р. по серпень 1959 р. – начальник відділу кадрів ЛПІ. 
	З 25 серпня 1959 р. призначений директором НТБ ЛПІ. Був членом секції вузівських бібліотек м. Львова і республіканської Науково-методичної бібліотечної комісії.

## Нагороди
Нагороджений  двома орденами "Червоного прапора" та двома орденами "Вітчизняної війни" та медалями. 